# Elecciones estatales de Mecklemburgo-Pomerania Occidental de 1998
Las elecciones estatales de 1998 en Mecklemburgo-Pomerania Occidental tuvieron lugar el 27 de septiembre de 1998 en el estado federado alemán de Mecklemburgo-Pomerania Occidental, para elegir a los setenta y un diputados de la tercera legislatura del Landtag.

## Legislación

### Sistema electoral
Cada elector tenía dos votos, uno para votar por un candidato directo en un distrito electoral, y el otro a votar por una lista presentada por cada partido, a nivel regional y con tantos candidatos como escaños. Los puestos se distribuyeron de acuerdo con el escrutinio proporcional plurinominal para las listas que habían obtenido al menos el 5% de los votos emitidos o al menos tres mandatos directos. La duración de la legislatura se fijó en cuatro años y el número de miembros en setenta y uno.

## Campaña
En las elecciones del 16 de octubre de 1994, la Unión Demócrata Cristiana (CDU) del Ministro-Presidente Berndt Seite había confirmado su estatus de primera fuerza política del estado. Sin embargo, debido a la desaparición del Partido Democrático Liberal (FDP) del parlamento regional, la CDU se había visto obligada a formar una gran coalición con el Partido Socialdemócrata de Alemania (SPD), ya que la dirección federal de este partido le había prohibido al mismo aliarse con el Partido del Socialismo Democrático (PDS). El mandato de la coalición estuvo marcado por tensiones y fracasos, especialmente en el frente de desempleo, que osciló entre el 20% y luego 30% de la población activa.
El candidato para un tercer mandato, Berndt Seite, se enfrentó a su exministro de Economía, Harald Ringstorff, líder del SPD, que no ocultó su deseo de formar una coalición roja-roja con el PDS, dirigido a su vez por Helmut Holter. La CDU percibió claramente el peligro de una coalición con el PDS, que se presentó como el sucesor del viejo  partido gobernante de Alemania Oriental, el Partido Socialista Unificado de Alemania (SED), entrando en conflicto con la dirección federal del partido.

## Resultados
Los resultados fueron:
| Partido                        | Partido                                     | %                              | +/-                            | Escaños | +/- |
|                                | Partido Socialdemócrata de Alemania (SPD)   | 34,3 %                         | +3,8                           | 27      | +4  |
|                                | Unión Demócrata Cristiana de Alemania (CDU) | 30,2 %                         | -7,5                           | 24      | -6  |
|                                | Partido del Socialismo Democrático (PDS)    | 24,2 %                         | +1,5                           | 20      | +2  |
|                                | Deutsche Volksunion (DVU)                   | 2,9 %                          | +2,9                           | 0       | ±   |
|                                | Alianza 90/Los Verdes (Grünen)              | 2,7 %                          | -1,0                           | 0       | ±   |
|                                | Partido Democrático Liberal (FDP)           | 1,6 %                          | -2,1                           | 0       | ±   |
| TOTAL (participación : 79,4 %) | TOTAL (participación : 79,4 %)              | TOTAL (participación : 79,4 %) | TOTAL (participación : 79,4 %) | 71      | ±   |

### Análisis
Como hace cuatro años, la participación fue más o menos influida por las elecciones federales que se realizaron el mismo día. Con una tasa del 79.4%, la participación tuvo un salto de 6,5 puntos porcentuales, esto generalmente benefició a los grandes partidos. El SPD, como a nivel federal, logró subir a la categoría de primera fuerza política regional subiendo hasta casi cuatro puntos. En contraste, la CDU experimentó una disminución significativa con la pérdida de más de siete puntos, mientras que el PDS se mantuvo relativamente estable. Los Liberales y Los Verdes quedaron fuera del parlamento al no alcanzar el 5%. La extrema derecha, dividida, no pudo entrar en el Landtag pero recogió, en su conjunto, el 4,5% de los votos.

## Consecuencias

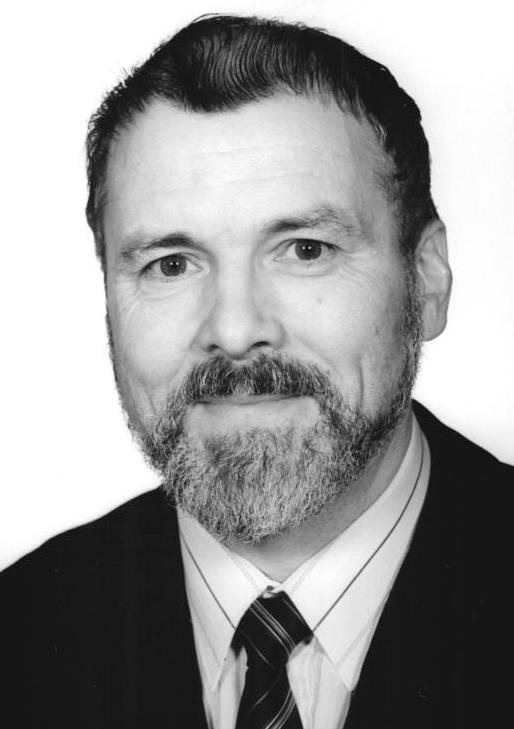
Harald Ringstorff.

Teniendo en cuenta el resultado de la votación, el líder socialdemócrata Harald Ringstorff fue nombrado ministro-presidente, en coalición con el PDS. Anteriormente había sido presidente regional del SPD desde 1990, líder parlamentario desde 1996, y ministro de Economía de 1994 a 1996.
Ya durante la campaña de 1994, Ringstorff estaba claro en que quería formar una mayoría con el PDS, sucesor del Partido Socialista Unificado de Alemania (SED). Dentro de la coalición de gobierno, el PDS heredó los Ministerios de Trabajo y Obras Públicas, Salud y Asuntos Sociales y Medio Ambiente. La participación de los ex comunistas en el gobierno provocó un animado debate en el ámbito nacional, algunos hablaron de "tabú" o "pecado", mientras que otros lo calificaron como una "normalización". Sin embargo, en la votación de confianza, Ringstorff recibió sólo 39 de los 47 votos de su propia mayoría, revelando claramente la renuencia de algunos socialdemócratas a cooperar con el partido poscomunista.